# Dexter Carter
Dexter Anthony Carter (* 15. September 1967 in Baxley, Georgia) ist ein ehemaliger US-amerikanischer American-Football-Spieler. Er spielte sieben Saisons auf der Position des Runningbacks in der National Football League (NFL). Mit den San Francisco 49ers gewann er den Super Bowl XXIX.

## NFL
Carter wurde in der ersten Runde des NFL Drafts 1990 als fünfundzwanzigster Spieler von den San Francisco 49ers ausgewählt. 1994 gewann er mit ihnen den Super Bowl XXIX. 1995 wechselte er zu den New York Jets, kehrte aber bereits in derselben Saison zu den 49ers zurück, für die er bis 1996 spielte. Carters Karriere wurde durch häufige Fumbles gestört, weshalb ihm nach zwei Saisons und 13 Fumbles größere Einsatzzeiten als Runningback verwehrt blieben. Er wurde aber in seiner gesamten Karriere als Return Specialist eingesetzt.

## College
Carter kehrte 2007 als Trainer der Runningbacks zur Florida State University zurück, an der er bereits College Football spielte. Er blieb dort drei Saisons.